# Tam, kde stojí církve skála
Tam, kde strmí církve týmě, později Tam, kde strmí církve skála a Tam kde stojí církve skála, je oslavná a přímluvná píseň, která se označuje a používá jako česká papežská hymna. 
Text je poměrně volným překladem anglické písně Full in the panting heart of Rome, jejímž autorem je westminsterský arcibiskup Nicholas kardinál Wiseman (Jednotný kancionál autora se shodným rokem úmrtí uvádí jménem M. Wieseman, též bývá chybně jmenován jako Michael kardinál Wiseman). Autor prvního českého překladu, tedy původního českého textu „Tam, kde strmí Církve týmě“, je královéhradecký kanovník Josef Antonín Šrůtek, jak uvádí Kancionál cyrilometodějský vydaný v Brně roku 1949. Hudbu české verze složil kapelník Jan Nepomuk Škroup, bratr Františka Škroupa. Dochovaný zápis písně datuje Vědecká knihovna v Olomouci přibližně rokem 1875. Jednotný kancionál vydávaný od roku 1973 obsahuje pod číslem písně 931 zkrácený a upravený text, jako autora textu však (v 10. vydání z roku 1985) uvádí pouze M. Wiesemana a jako autora nápěvu J. N. Škroupa. 
Popularita papežských hymen nastala v období posilování centrální role papežství a centralizace římskokatolické církve, tedy tendencí, které se předtím silně projevily zejména na prvním vatikánském koncilu (1869–1870). 

## Text
Text procházel postupnými úpravami. Refrén má obsahovat vždy jméno aktuálního papeže, současné znění uvedené ve Společném kancionálu českých a moravských diecézí uvádí náhražkový obecný text.
| Původní verze 1. Tam, kde strmí Církve týmě, v staroslavném Věčném Římě, z národů všech jazykové souhlasejí v písni nové: | Úprava 1910 1. Tam, kde strmí Církve týmě, v staroslavném Věčném Římě, z národů všech jazykové svorně pějí v písni nové: | Jednotný kancionál 1. Tam, kde stojí (1985 strmí) církve skála, jak od časů Petra stála, v přepamátném věčném Římě, všechen svět se spojil v hymně:                                                                    |
| R. Otce Pia Desátého (/…) Bože chraň a zachovej.                                                                          | R. Otce Pia Desátého (/…) Bože chraň a zachovej.                                                                         | R. Svatého nám Otce, Bože / (tradičně nahrazováno konkrétním textem:) Svatého nám Otce Pavla / Papeže nám Jana Pavla / Benedikta Šestnáctého (papeže nám Benedikta)/ Papeže Františka, Bože, v lásce chraň a zachovej. |
| 2. Sedmi chlumů báně zlaté, vatikánské síně svaté, hroby svatých v širém kraji ozvěnou se otřásají: (R)                   | 2. Sedmi chlumů báně zlaté, vatikánské síně svaté, hroby svatých v širém kraji ozvěnou se otřásají: (R)                  | |
| 3. Velebně náš zpěv se vznáší nad oblohou země naší. Po rovinách, moři, lese, k Římu prosby hlas se nese: (R)             | 3. Velebně náš zpěv se vznáší nad oblohou země naší. Po rovinách, moři, lese, k Římu prosby hlas se nese: (R)            | |
| 4. Pohlížíme k vám též vzhůru, pějte s námi v lásky kůru, rozněťte nás nebešťané, ať náš zpěv zde neustane: (R)           | 4. Pohlížíme k vám též vzhůru, pějte s námi v jednom kůru, pomozte nám nebešťané, ať náš zpěv zde neustane: (R)          | 2. Všechny sbory nebešťanů proste s námi za ochranu, pro Kněze, jenž k spáse lidí, Petrův koráb moudře řídí: (R) |